# Turn in the Wound
Pour plus de détails, voir Fiche technique et Distribution.
Turn in the Wound est un film documentaire de 2024 réalisé par Abel Ferrara. Il s'agit d'un film sur la performance, la poésie, la musique et l'expérience des gens en guerre, se concentrant sur la vie à Kiev depuis le début de l'invasion russe de l'Ukraine,.  
Coproduction internationale entre des sociétés de production britanniques, allemandes, italiennes et américaines, le film a été sélectionné dans la section Berlinale Special du 74e Festival international du film de Berlin, où il a été présenté en première mondiale le 16 février 2024. Le film a également été nommé pour le Prix du film documentaire de la Berlinale. 

## Contenu

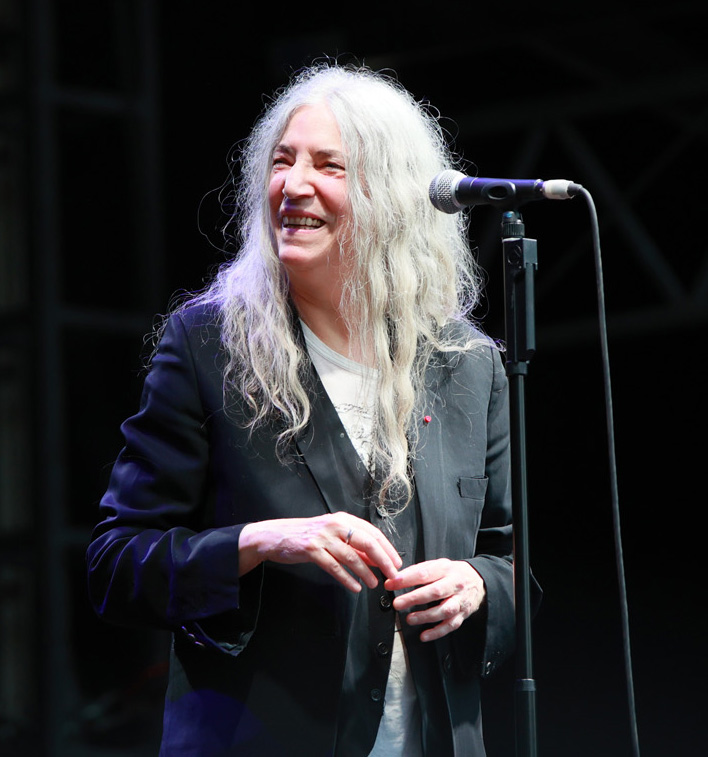
Patti Smith, en 2022

Ce film explore la manière dont l’art, la musique et la poésie expriment les sentiments des personnes prises dans la guerre. Il examine comment elles font face à la douleur et à la violence sans fin qui leur rappellent leur histoire, et comment ils poursuivent leurs rêves de libération de la tyrannie et de la guerre. Le film met en vedette la voix de Patti Smith qui lit des poèmes d'Antonin Artaud, René Daumal et Arthur Rimbaud, et présente des témoignages de combattants et de civils dans les zones de guerre en Ukraine et les mots de son président Volodymyr Zelensky.

## Casting
- Volodymyr Zelensky
- Andriy Yermak
- Patti Smith

## Diffusion
Turn in the Wound a été présenté en avant-première le 16 février 2024, dans le cadre du 74e Festival international du film de Berlin, dans la section Berlinale Special,,.

## Réception
Selon Siddhant Adlakha, qui écrit dans Variety : « Le fait que Ferrara n'hésite pas à saisir les pièges suggère une vision plus large et plus globale du conflit - politique et militaire, éthique et esthétique - que Turn in the Wound tente d'intégrer dans son champ d'action ». Adlakha poursuit : « Il n'y parvient pas toujours, étant donné l'étendue des sujets abordés, mais il les distille parfois dans des moments qui se révèlent soit déchirants, soit puissamment introspectifs ».
Pour Leslie Felperin, qui a commenté le film pour The Hollywood Reporter, il s'agit d'un « film étrangement remarquable dans le sous-genre du documentaire ukrainien » ("a watchably odd entry in the Ukraine doc subgenre") et a déclaré : « Je ne sais pas ce que [Smith] et Ferrara ont apporté à la cause ukrainienne avec ce film, mais il est au moins regardable » .

## Distinctions
| Prix                                     | Date de la cérémonie | Catégorie                                 | Destinataire    | Résultat   | Ref.  |
| ---------------------------------------- | -------------------- | ----------------------------------------- | --------------- | ---------- | ----- |
| Festival international du film de Berlin | 25 février 2024      | Prix du film documentaire de la Berlinale | Turn the Wound' | Nomination | [ 4 ] |